# Stephen Wolfram
Stephen Wolfram, född 29 augusti 1959 i London, är en brittisk kärnfysiker, matematiker och IT-entreprenör.
Stephen Wolfram har gjort sig känd för att ha utvecklat Mathematica, en programvara för matematiska beräkningar och fråga-svarprogrammet Wolfram Alpha. Han är chef för programvaruföretaget Wolfram Research.

## Levnad
Stephen Wolfram är uppvuxen i en judisk invandrarfamilj i Storbritannien. Föräldrarna utvandrade från Westfalen 1933, efter det att nazistpartiet tagit makten i Tyskland. Fadern Hugo Wolfram var författare, och modern Sybil Wolfram var professor i filosofi vid Universitetet i Oxford. Han studerade på Eton College från 13 års ålder och publicerade en artikel i Nuclear Physics inom ämnesområdet partikelfysik redan vid 16 års ålder. Året därpå påbörjade han studier vid Universitetet i Oxford, och publicerade vid 17 års ålder en artikel i Nature om kvarkar.
År 1979 disputerade Stephen Wolfram i partikelfysik vid Caltech i Kalifornien och anställdes där som forskare. År 1987 grundade han den vetenskapliga tidskriften Complex Systems.

## Livsverk

### BeräkningsprogrammetMathematica
År 1986 började Stephen Wolfram arbeta på University of Illinois i Urbana-Champaign, där han grundade universitetets Centrum för forskning om komplexa system och utvecklade beräkningsprogrammet Mathematica. Detta lanserades 1988, och Stephen Wolfram lämnade då det akademiska livet. Året innan hade han tillsammans med en kompanjon bildat företaget Wolfram Research.

### BokenA New Kind of Science
Mellan 1992 och 2002 arbetade Stephen Wolfram på sin omdebatterade bok A New Kind of Science, Champaign, Illinois, USA 2002, ISBN 1-57955-008-8. I denna presenterar han en empirisk undersökning av mycket enkla dataprogram. Han hävdar också att sådana typer av program, snarare än traditionell matematik, behövs för att skapa en modell av och förstå tillvarons komplexitet. Slutsatsen är att universum är digitalt till sin natur, och fungerar enligt grundläggande lagar som kan beskrivas i termer av enkla program ("cellular automata", cellulär automat). Stephen Wolfram förutskickar att, när en sådan tanke accepteras i den vetenskapliga världen, kommer den att få genomgripande betydelse för fysik, kemi och biologi och för flera andra naturvetenskapliga discipliner.

### Fråga-svarprogrammet Wolfram Alpha
I maj 2009 lanserades Wolfram Alpha, en sökmotorliknande internettjänst, som är den första av sitt slag. Programmet har arbetats fram under fyra års tid av ett team under ledning av Stephen Wolfram. Det baseras på matematikberäkningsprogrammet Mathematica.